# Тропическа гринда
Тропическата гринда още късопера гринда (Globicephala macrorhynchus) е вид бозайник от семейство Делфинови (Delphinidae).

## Разпространение
Видът е разпространен в Австралия, Американска Самоа, Американски Вирджински острови, Ангола, Ангуила, Антигуа и Барбуда, Аруба, Асенсион и Тристан да Куня, Бангладеш, Барбадос, Бахамски острови, Белиз, Бенин, Бермудски острови, Бонер, Бразилия, Британски Вирджински острови, Бруней, Вануату, Венецуела, Виетнам, Габон, Гамбия, Гана, Гваделупа, Гватемала, Гвиана, Гвинея, Гвинея-Бисау, Гренада, Гуам, Демократична република Конго, Джибути, Доминика, Доминиканска република, Еквадор, Екваториална Гвинея, Еритрея, Западна Сахара, Йемен, Индия, Индонезия, Иран, Испания, Кабо Верде, Кайманови острови, Камбоджа, Камерун, Канада, Кения, Кирибати, Китай, Кокосови острови, Колумбия, Коморски острови, Коста Рика, Кот д'Ивоар, Куба, Кюрасао, Либерия, Мавритания, Мавриций, Мадагаскар, Майот, Малайзия (Западна Малайзия, Сабах и Саравак), Малдиви, Мароко, Мартиника, Маршалови острови, Мексико, Мианмар, Микронезия, Мозамбик, Намибия, Науру, Нигерия, Никарагуа, Ниуе, Нова Зеландия, Нова Каледония, Оман, Остров Света Елена, Острови Кук, Пакистан, Палау, Панама, Папуа Нова Гвинея, Перу, Питкерн, Португалия, Провинции в КНР, Пуерто Рико, Реюнион, Русия, Саба, Салвадор, Самоа, Сао Томе и Принсипи, Саудитска Арабия, САЩ, Свети Мартин, Северна Корея, Северни Мариански острови, Сейнт Винсент и Гренадини, Сейнт Китс и Невис, Сейнт Лусия, Сейшели, Сен Естатиус, Сенегал, Сиера Леоне, Сингапур, Синт Мартен, Соломонови острови, Сомалия, Суринам, Тайван, Тайланд, Танзания, Того, Тонга, Тринидад и Тобаго, Тувалу, Търкс и Кайкос, Уолис и Футуна, Фиджи, Филипини, Френска Гвиана, Френска Полинезия, Хаити, Хондурас, Чили, Шри Ланка, Южна Африка, Южна Корея, Ямайка и Япония.